# Mezîn, Korop
Mezîn (în ucraineană Мезин) este localitatea de reședință a comunei Mezîn din raionul Korop, regiunea Cernihiv, Ucraina.

## Demografie
Componența lingvistică a localității Mezîn
     Ucraineană (99,71%)
     Alte limbi (0,29%)
Conform recensământului din 2001, majoritatea populației localității Mezîn era vorbitoare de ucraineană (99,71%), existând în minoritate și vorbitori de alte limbi.